# Pedro I de Foix
Pedro Bernardo de Couserans, conde de Couserans y Foix que sucedió a su hermano Roger I de Foix y II de Carcasona cuando este falleció sin hijos en 1064. No recibió la herencia del condado de Carcasona, cuyo gobierno estaba parcialmente en manos de otra rama dinástica.
Casó con Letgarda de la que tuvo dos hijos, su sucesor en Foix, Roger II, y Pedro, que murió joven en 1084, llevando el título de conde probablemente por deferencia de su hermano (Pedro dejó dos hijos llamados Pedro y Raimundo, tras los cuales esta rama desapareció).
En 1067 presentó sus pretensiones a la herencia de Carcasona, pero el condado pasó a Ermengarda en 1068 y Pedro I murió en 1071 sin haber conseguido ningún avance en el litigio.
| Predecesor: Roger I | Conde de Foix 1064 - 1071 | Sucesor: Roger II de Foix |

- Datos: Q2511418